# Ciconia ciconia
La cicogna bianca (Ciconia ciconia Linnaeus, 1758) è un grande uccello della famiglia delle cicogne, i Ciconiidae, facilmente riconoscibile per il suo candido piumaggio prevalentemente bianco, con penne nere sulle ali. Gli adulti hanno lunghe zampe rosse e un lungo becco appuntito anch'esso rosso, misurando in media 100–115 centimetri dalla punta del becco all'estremità della coda, con un'apertura alare di 155–215 centimetri. Le due sottospecie riconosciute, che differiscono leggermente per dimensioni, si riproducono in Europa (a nord fino in Finlandia), Africa nord-occidentale, Asia sud-occidentale (dall'est al sud del Kazakistan) e in Africa meridionale. La cicogna bianca è un uccello migratore in grado di percorrere enormi distanze, svernando in Africa dall'Africa subsahariana fino all'estremo sud del Sud Africa o nel subcontinente indiano. Durante le migrazioni tra Europa e Africa, questi uccelli evitano di attraversare il Mar Mediterraneo deviando sul Levante a est o sullo Stretto di Gibilterra a ovest, poiché le correnti termiche d'aria da cui dipendono per il volo non si formano sull'acqua.
Si tratta di un uccello carnivoro che si nutre di una vasta gamma di piccoli animali, inclusi insetti, pesci, anfibi, rettili, piccoli mammiferi e piccoli uccelli, che caccia a terra, tra la bassa vegetazione e nelle acque poco profonde. È un uccello monogamo, ma non si accoppia per tutta la vita. Entrambi i membri della coppia costruiscono un grande nido di bastoncini, che può essere utilizzato per diversi anni. Ogni anno la femmina può deporre una covata di solitamente quattro uova, che si schiudono in modo asincrono, 33-34 giorni dopo essere state deposte. Entrambi i genitori, a turno, covano le uova ed entrambi nutrono i piccoli dopo la schiusa. I piccoli lasciano il nido 58–64 giorni dopo la schiusa, continuano ad essere nutriti dai genitori per altri 7–20 giorni.
La cicogna bianca è stata valutata come specie a rischio minimo dall'Unione internazionale per la conservazione della natura (IUCN). La specie beneficiò delle attività umane durante il Medioevo quando i boschi vennero bonificati per lasciare spazio a piane aperte ideali per la caccia. Tuttavia, i cambiamenti nei metodi di coltivazione e l'industrializzazione hanno portato ad un declino della specie, portandola a scomparire da certe parti d'Europa nel XIX e all'inizio del XX secolo. Recentemente, i programmi di conservazione e la reintroduzione in tutta Europa hanno portato la cicogna bianca a tornare a riprodursi anche nei Paesi Bassi, Belgio, Italia, Svizzera, Svezia e nel Regno Unito. Questa specie ha pochi predatori naturali, ma può ospitare diversi tipi di parassiti; il piumaggio ospita pidocchi masticatori e acari, mentre i loro grandi nidi mantengono una gamma diversificata di acari mesostigmatici. Questa specie cospicua ha dato origine a molte leggende in tutto il suo areale, di cui la più nota è la leggenda secondo cui questo uccello porterebbe i bambini.

## Descrizione

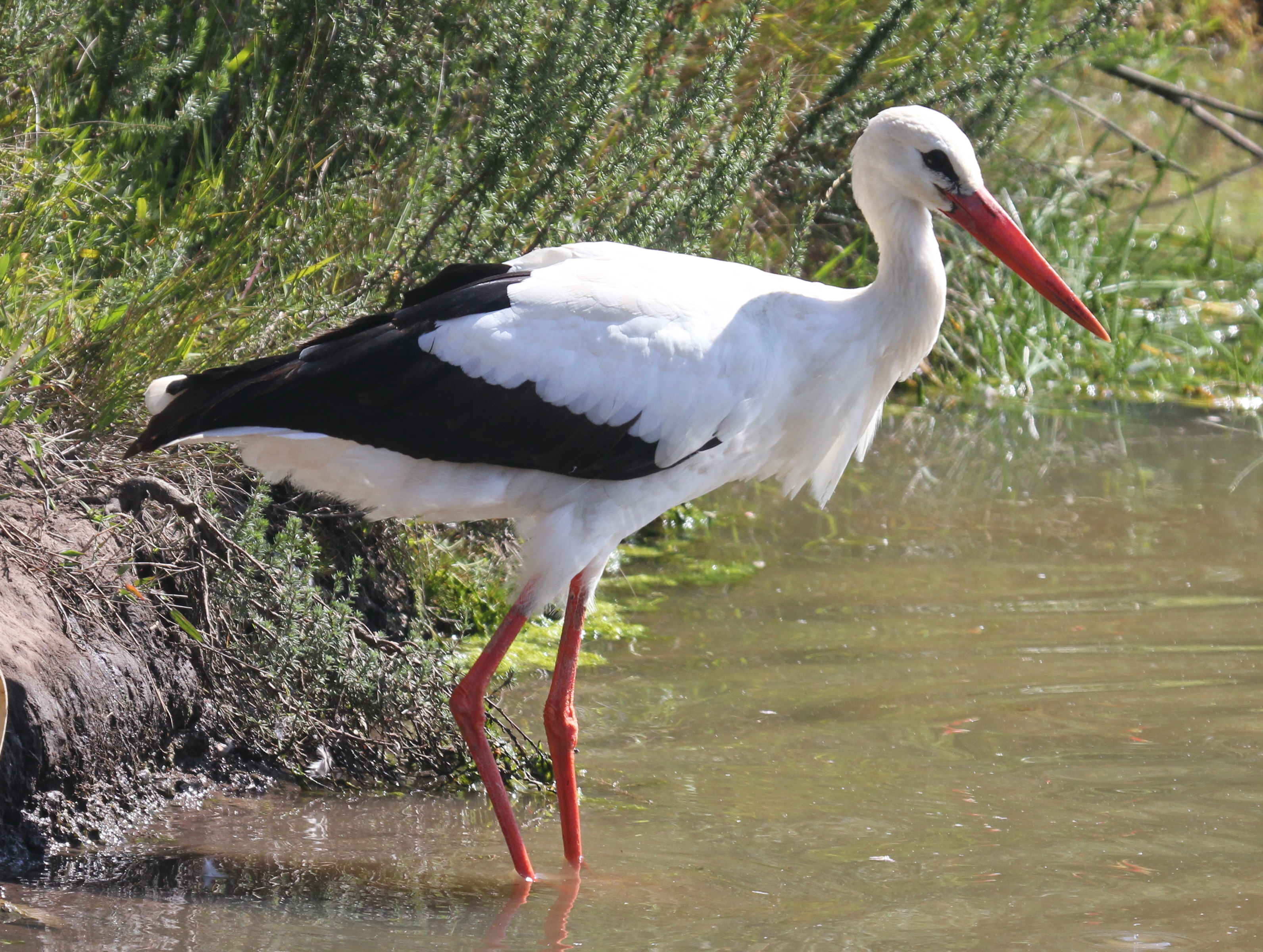
Cicogna bianca a Plettenberg Bay, Sudafrica

La cicogna bianca è un uccello inconfondibile grazie al suo piumaggio bianco e nero. È dotato di lunghe zampe e ha un collo e un becco lunghi. Presenta un piumaggio prevalentemente bianco, con solo le remiganti (primarie, secondarie e terziarie) delle ali nere. Nell'adulto il becco e le zampe sono di colore rosso acceso, anche se queste ultime spesso sono sporche di escrementi e quindi biancastre. In base all'età il colore del becco cambia: nei primi mesi il becco è grigio, ma con il passare degli anni diventa rosso; i giovani (dalla fine della loro prima estate all'inizio della seconda) hanno l'estremità nera.
La cicogna bianca è un uccello di grandi dimensioni (il terzo più grande nel genere Ciconia, dopo la cicogna bianca orientale e la cicogna maguari): dalla punta del becco alla punta della coda può essere lunga anche 110 cm, mentre l'apertura alare sfiora i 220 cm. Il peso si aggira intorno ai 4 kg. Mediamente i maschi sono leggermente più grandi delle femmine.
La cicogna bianca ha ali lunghe e larghe, adatte per planare. Quando è in volo si nota ancora meglio la distinzione tra le remiganti nere e il resto dell'ala bianco. Come tutte le altre cicogne in volo tiene il collo disteso e le zampe allungate. Plana molto spesso; quando è in volo battuto i battiti sono lenti e regolari.

## Distribuzione e habitat

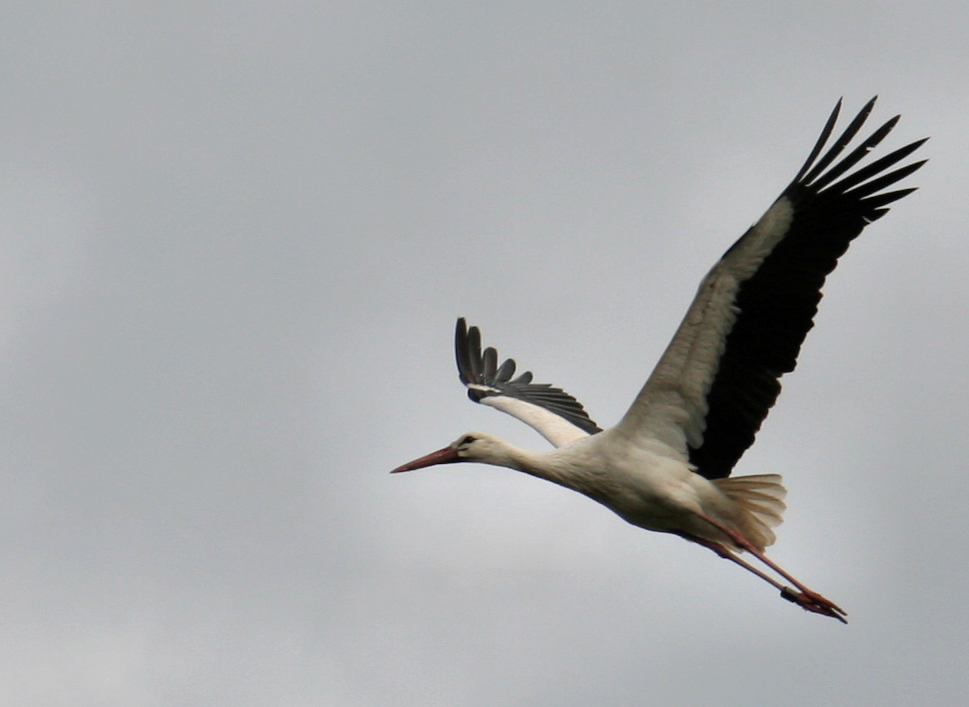
Durante il volo le cicogne non tengono il collo piegato, al contrario degli aironi.

La cicogna bianca è nidificante in Europa, Nordafrica, Turchia, Caucaso, Iran e Asia centrale.

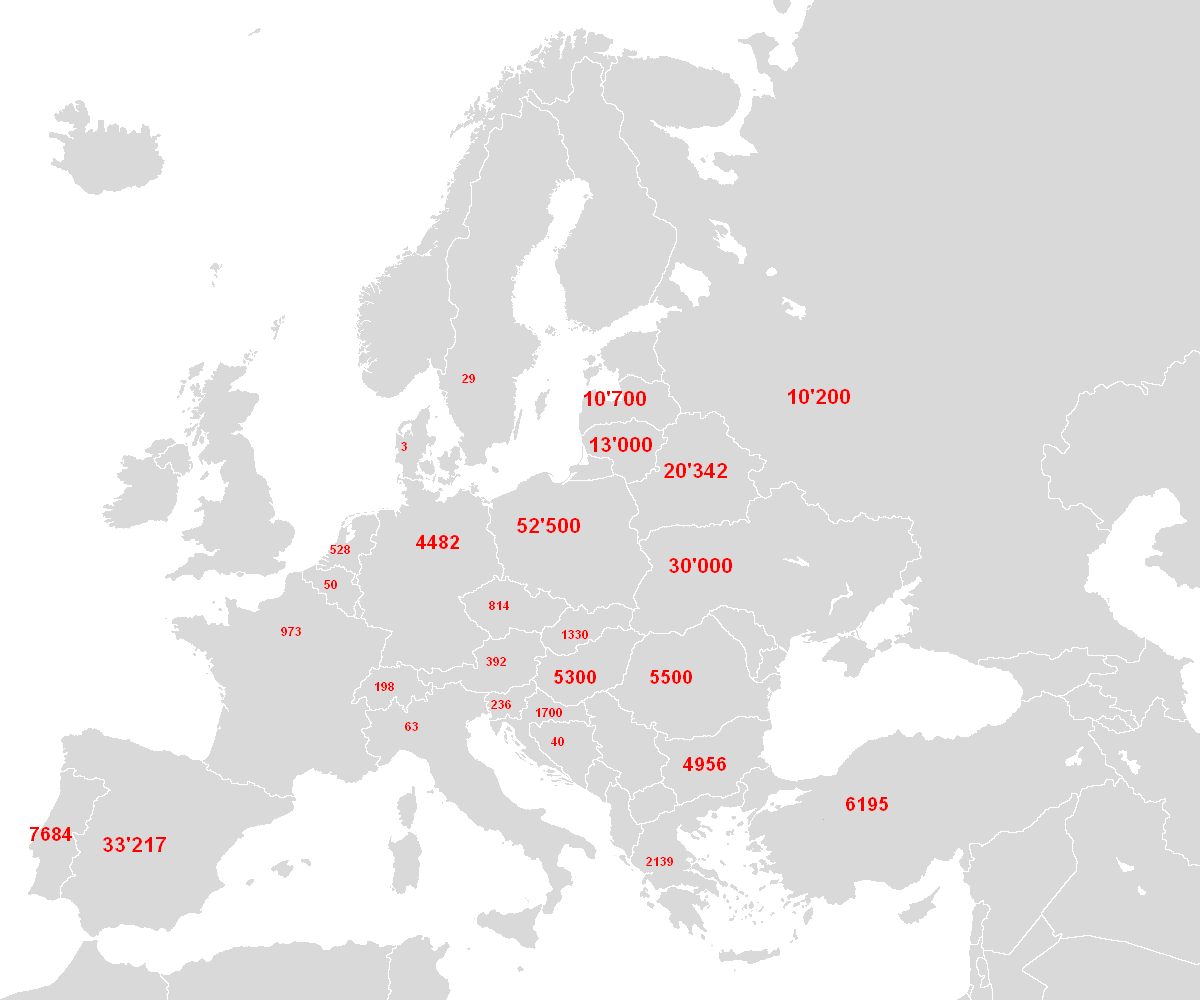
Risultati del censimento 2004/05 di cicogne bianche in Europa (numero di coppie nidificanti). Per quanto concerne l'Italia, la situazione è andata notevolmente migliorando negli anni seguenti.

### Distribuzione in Italia

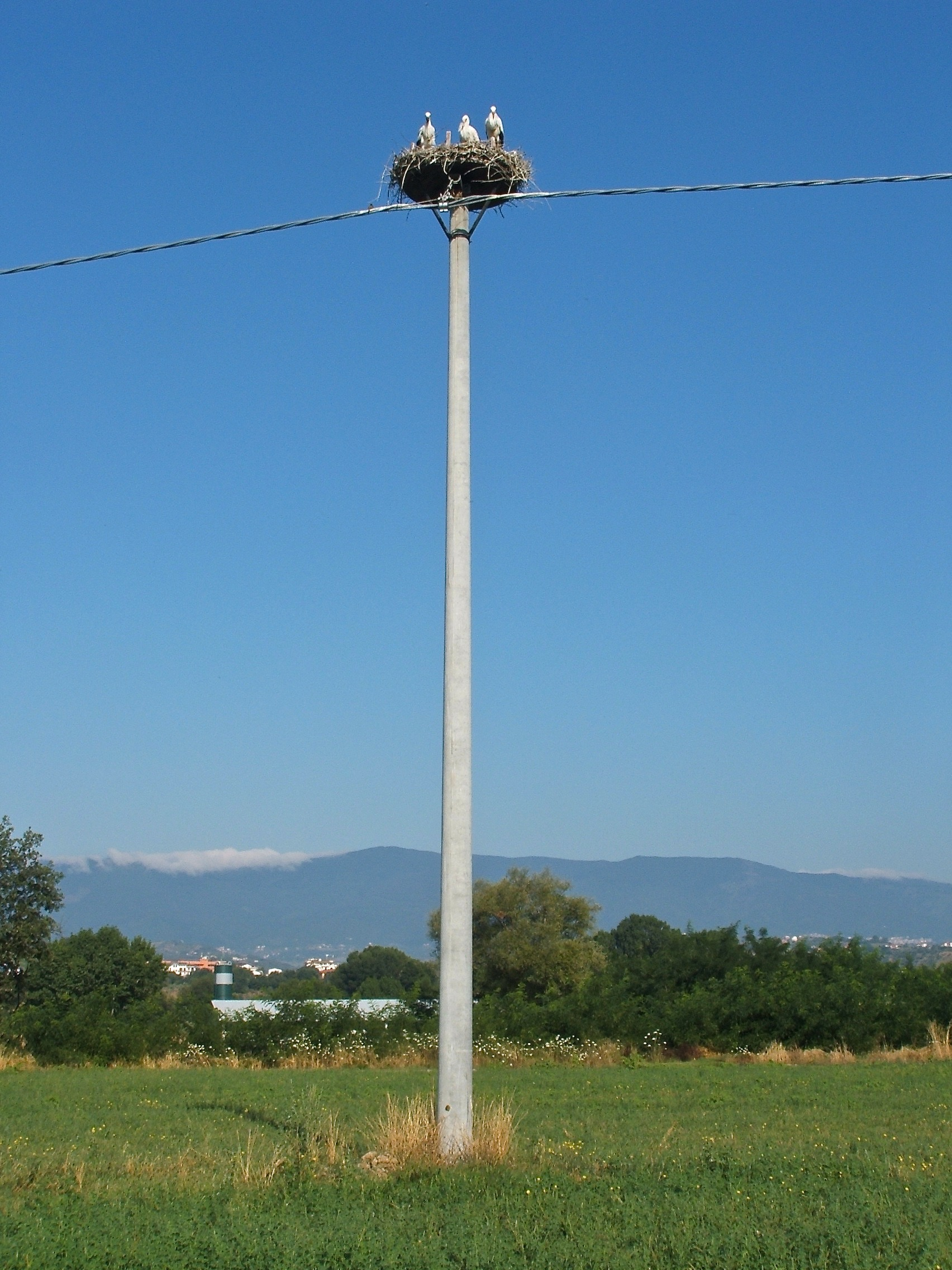
Nidificazione di Cicogna bianca in Calabria su una piattaforma nido predisposta dalla Lipu di Rende.

La cicogna bianca nidificava in Italia ai tempi dei romani anche nella stessa Roma, costruendo i nidi sui cornicioni dei templi (come testimoniano Virgilio, Ovidio, Plinio il Vecchio e molti altri). Cantata da Dante e specie nidificante nel Belpaese fino al '500, scomparve a partire dal XVII secolo. Il ritorno spontaneo della specie venne registrato in Piemonte verso la fine degli anni cinquanta del Novecento. In Italia negli ultimi anni si assiste a un lento ma costante incremento della popolazione nidificante. Nella stagione riproduttiva 2005, la cicogna bianca ha nidificato in Piemonte, Lombardia, Veneto, Friuli-Venezia Giulia, Emilia-Romagna, Toscana, Campania, Calabria, Puglia, Sicilia e Sardegna. Sempre al 2005 risultavano presenti nel Paese centosessanta coppie; particolarmente importante risulta la crescita costante della popolazione nidificante in Sicilia, che costituisce circa il 14% della popolazione italiana.
La colonia spontanea di cicogne più grande d'Italia, infatti, si trova a Gela, in Sicilia. Nel 2011 la Lipu ha monitorato nella Piana di Gela 40 coppie, accertando la nascita di 70 nuovi esemplari.
Le cicogne sono tornate persino a Milano, dove mancavano dal 1600: è stata infatti segnalata una coppia intenta a fabbricarsi il nido addirittura sulla tangenziale ovest, a pochi metri dalla carreggiata, presso San Giuliano Milanese. Vista la particolarità della situazione, la sezione milanese della LIPU ha installato una stazione di rilevamento con una webcam che permette di monitorare il nido 24 ore su 24 tramite internet. A fine maggio 2010 sono nati quattro pulcini, dei quali ben tre sono riusciti ad andare a svernare in Africa.
A partire dal 1985 l'ornitologo racconigese Bruno Vaschetti, con la collaborazione della LIPU e sulla base di un progetto elaborato dal naturalista triestino Fabio Perco, inaugura un centro dedicato alla reintroduzione della cicogna bianca in Piemonte e cioè il "Centro Cicogne e Anatidi" di Racconigi (CN). Grazie alla collaborazione di Bruno Vaschetti con il centro svizzero di Altreu, allora gestito da Max Bloesch (da cui provenivano le prime dieci cicogne ospitate a Racconigi, nel corso degli anni la popolazione di cicogne è cresciuta costantemente, fino a ospitare, attualmente, una quarantina di coppie nidificanti ogni anno e quaranta animali stanziali. Nel medesimo anno ha preso il via anche il Centro Cicogne di Fagagna (Centro Faunistico Sperimentale), presso Udine mentre, successivamente, sono stati avviati altri centri come ad esempio a Ferrara, Treviso, Mantova ecc.
Le prime esperienze in assoluto di allevamento di cicogne in Italia allo stato di semi-libertà sono state tuttavia effettuate a Faenza e risalgono agli anni '70, per iniziativa dell'industriale Roberto Bucci e grazie all'entusiasmo dell'allevatore Carlo Gulmanelli, scomparso nel 2011.
Nel 2003 la Lipu di Rende (CS) ha lanciato, con il supporto di Enel Calabria, il "Progetto Cicogna bianca": ad oggi (2016) sono state installate 67 piattaforme artificiali sui tralicci e sui pali elettrici dell'Enel, di cui 56 in provincia di Cosenza, 8 in provincia di Crotone e 3 in provincia di Catanzaro. Tutti i tralicci sono stati isolati per prevenire la possibilità di folgorazione (elettrocuzione). Il progetto ha avuto molto successo: nel 2010 sono nati 30 pulli di cicogna da 7 coppie (contro le 2 coppie del 2003), di cui sei in provincia di Cosenza e una in provincia di Crotone. Nell'ottobre del 2011 parte per la prima volta in Calabria (e in Italia) una sperimentazione, rientrante nel progetto, unica e originale nel suo genere ossia attirare le cicogne in migrazione tramite sagome tridimensionali in materiale plastico. Le suddette sagome mimano in modo quasi perfetto i soggetti selvatici, sia nella forma che nella dimensione che nel colore. In Calabria le coppie nidificanti di cicogna bianca sono salite a 9 nel 2011 e a 12 nel 2012, di cui 11 sulle piattaforme artificiali predisposte dal progetto della Lipu di Rende. Dopo 16 anni la specie è tornata nella Piana di Tarsia e per la prima volta ha nidificato nei comuni di Rende e di Bisignano. Nel 2015 gli areali di nidificazione della Cicogna bianca in Calabria hanno interessato la Piana Sibari con 11 coppie, la Valle del Crati con 4 coppie e La Valle del Neto con una coppia, per un complessivo di 16 coppie, tutte nidificanti su piattaforme nido, che hanno portato alla nascita di 54 giovani cicogne.
Dal 2003 al 2015 sono nate in Calabria in totale circa 350 cicogne. Nel solo 2021, sempre in Calabria, si sono registrate 95 nascite.
Nel 2012, 70 coppie hanno nidificato in Sicilia tra la Piana di Gela, la Piana di Catania, le Province di Siracusa, Agrigento, Trapani e Palermo. La colonia della Piana di Gela si è confermata la più grande d'Italia, con 38 coppie nidificanti e 80 pulcini.

## Biologia

### Voce
Si tratta di un animale generalmente silenzioso. Durante il periodo della cova, può emettere fischi e "colpi di tosse"; durante la "parata nuziale" sono frequenti i colpi di becco ritmati, cosiddetto bill-clattering.

### Alimentazione

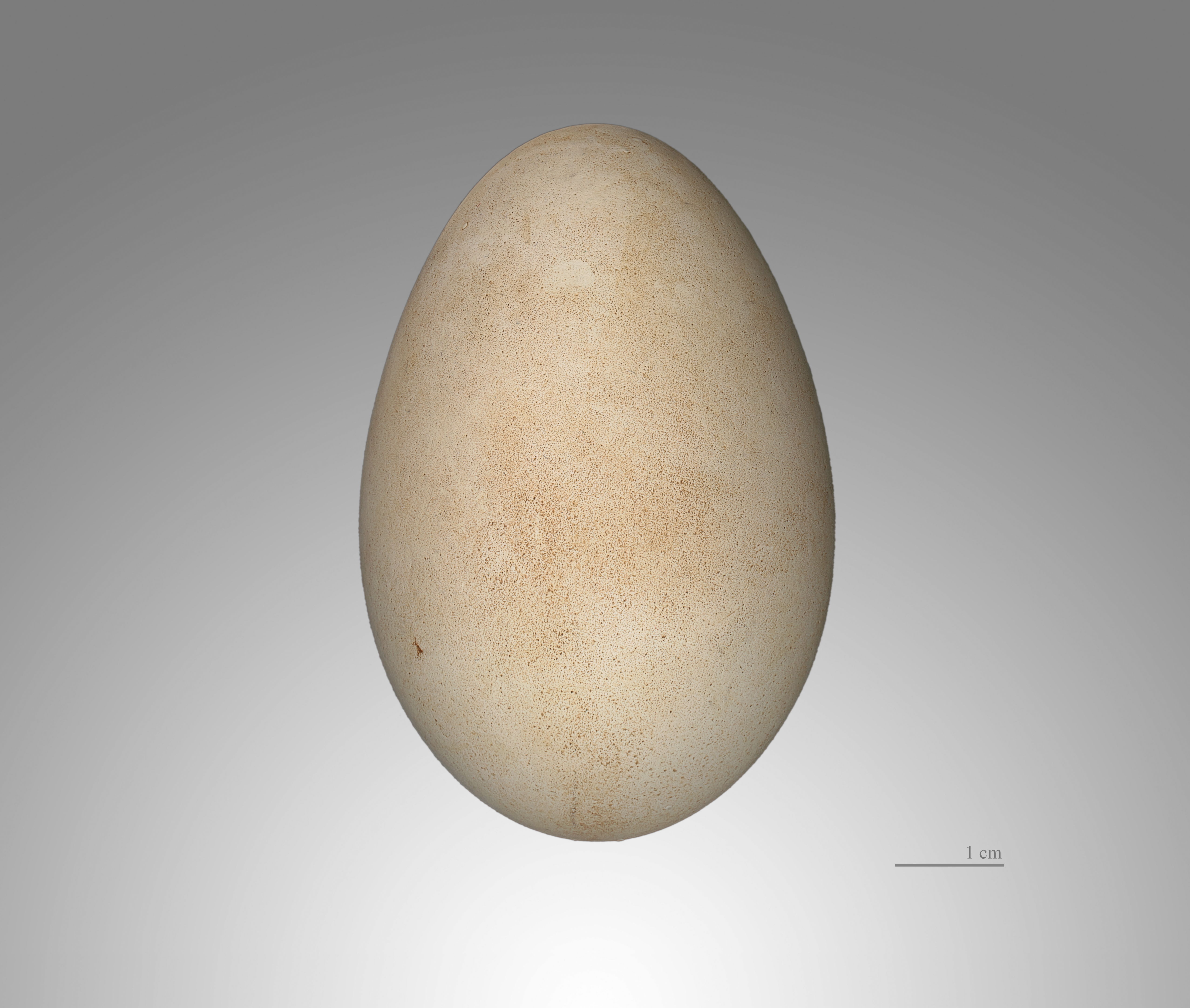
Ciconia ciconia

La cicogna non ha particolari esigenze alimentari.  Si adatta a qualunque cibo, variando alimentazione anche a seconda del luogo. In prevalenza si nutre di piccoli invertebrati palustri: insetti, anellidi, piccoli molluschi come cavallette o lombrichi. Non disdegna pesci, anfibi (ad esempio rane) semi, bacche, lucertole e persino roditori. Quando raggiunge l'Africa migrando, ha una grande varietà di prede tra cui scegliere e, a seconda dei casi, predilige le piccole prede reperibili nelle zone umide, oppure nella savana, può nutrirsi delle numerose cavallette e degli altri insetti.

### Riproduzione
Nei mesi di marzo e aprile, i genitori preparano su un albero, su un tetto o su un altro manufatto (p.e. un sostegno della rete elettrica) un grosso nido largo più di 1 metro, in cui la femmina depone in media 3-4 uova, che vengono covate per 35 giorni da entrambi i genitori.
Dopo la schiusa, sia il maschio che la femmina provvedono ad allevare i pulcini che, dopo 70 giorni, imparano a volare.

## Tassonomia

### Sottospecie
Sono state distinte due sottospecie:
- C. c. ciconia (Linnaeus, 1758) - Europa e Asia occidentale, Medio Oriente e Nordafrica
- C. c. asiatica Severtsov, 1873 - Asia centrale

### Specie simili
Se avvistata a terra la cicogna bianca è inconfondibile, ma in volo può essere confusa con il pellicano comune e con la gru. Il pellicano ha i colori molto simili a quelli della cicogna ma tiene il collo ripiegato in volo, mentre la gru ha il becco più corto ed è di colore grigio cenere. Un altro uccello con il colore delle ali simile alla cicogna è il capovaccaio.

## Conservazione
La specie occupa un areale molto vasto, all'interno del quale la popolazione sembra essere in aumento. Per queste ragioni la Lista rossa IUCN attribuisce a questo taxon lo status "LC" (rischio minimo).

## Folklore
In diverse parti del mondo (compresa l'Italia) la cicogna viene associata alla nascita di un neonato: è un comune modo di dire che il bambino "è stato portato dalla cicogna".
L'origine di questa frase idiomatica è incerta, anche se fin dai tempi antichi il ritorno della cicogna era associato alla primavera e dunque al concetto di rinascita e rigenerazione. Una teoria spiegherebbe l'associazione tra cicogna e nascite col fatto che questi uccelli scegliessero per nidificare i comignoli dei camini accesi, per stare più al caldo: poiché quando nasceva un bambino i camini venivano accesi per riscaldare la casa, era comune che questi uccelli si trovassero sui camini di case dove era appena nato un bimbo.

## Galleria d'immagini

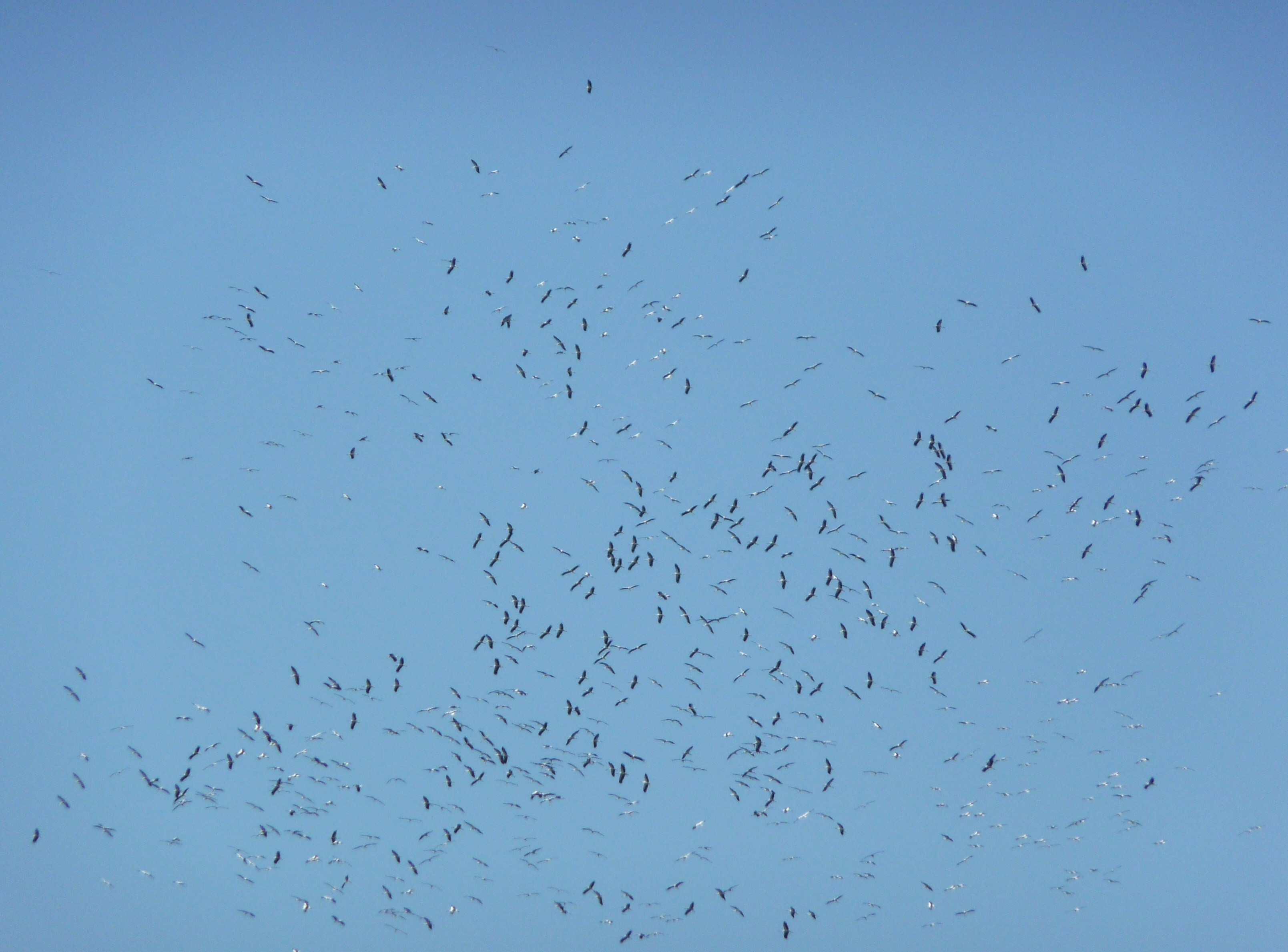
Stormo di Ciconia ciconia in volo sopra Istanbul, Turchia
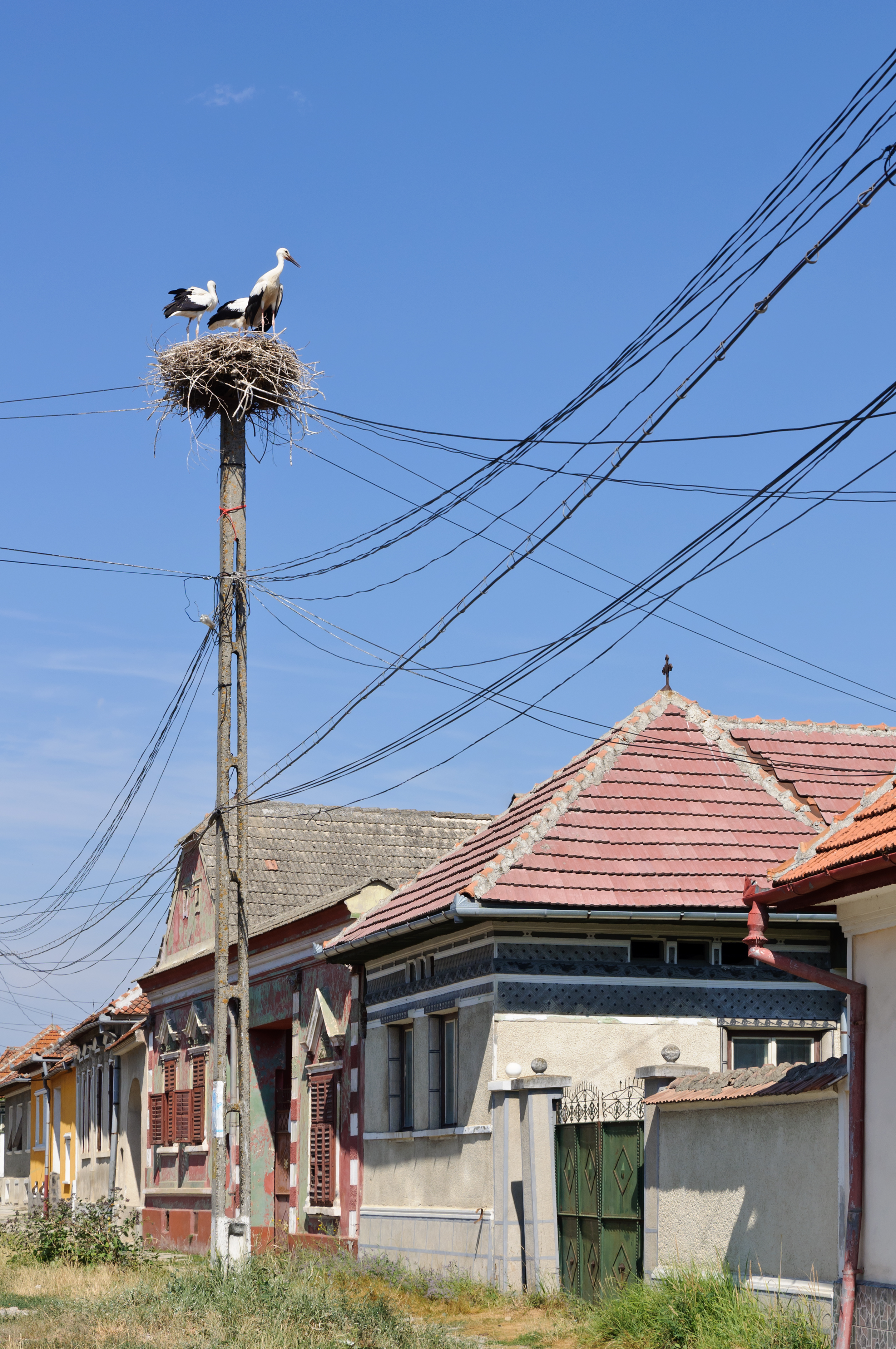
Cicogne in cima a un palo della luce in Romania
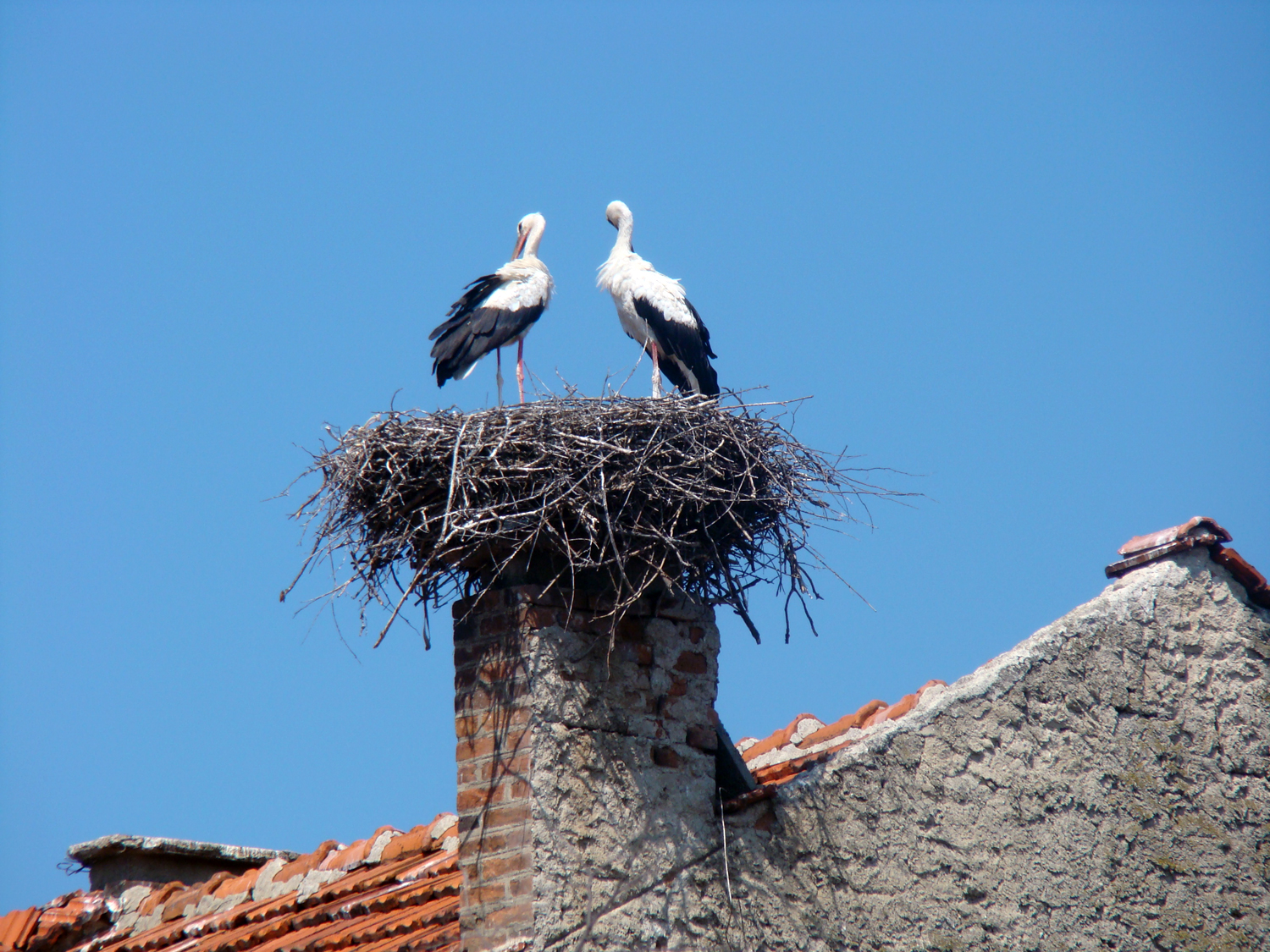
Nido di Ciconia ciconia su un camino
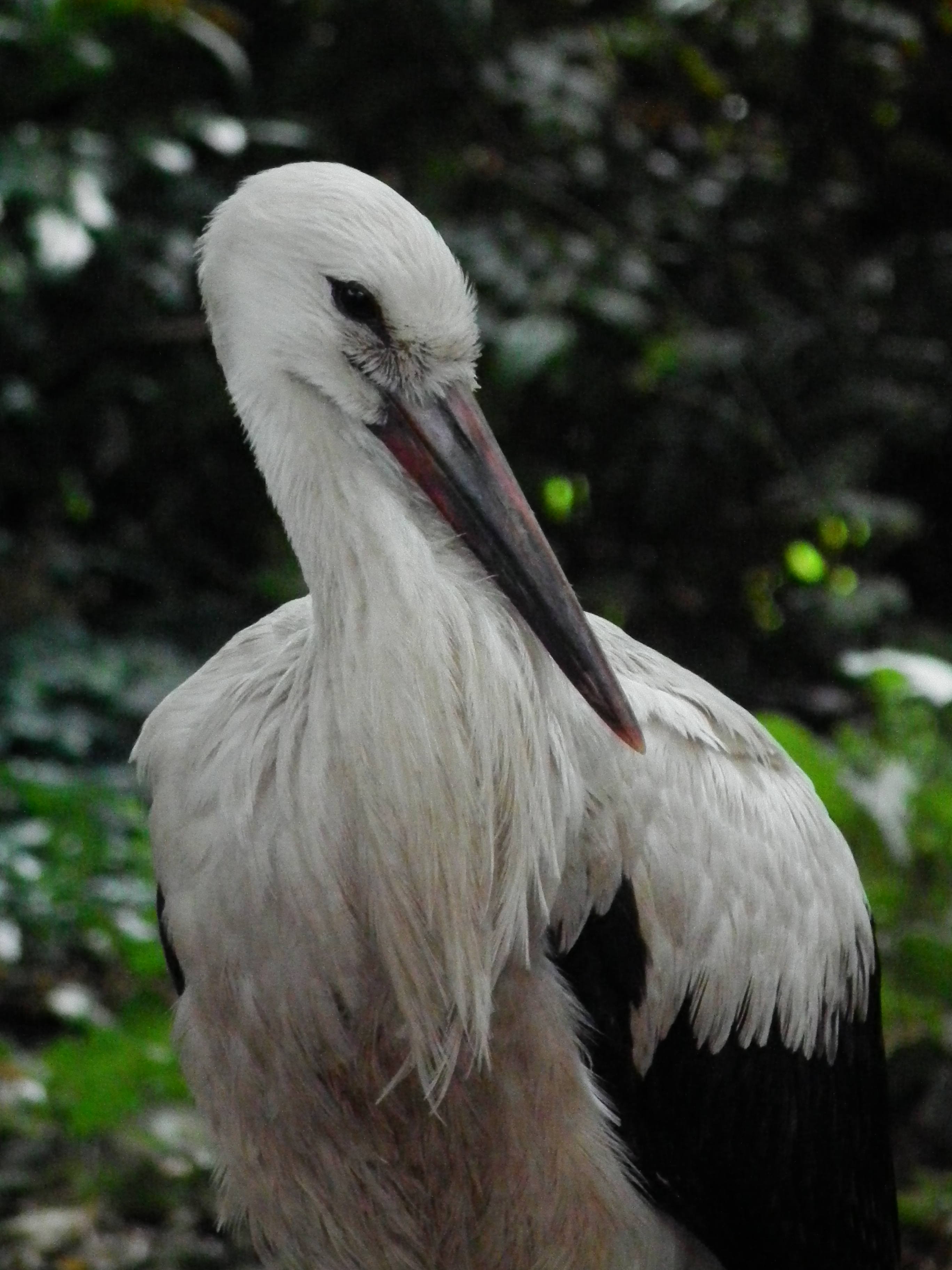
Primo piano di un giovane di Ciconia ciconia, si noti che il becco non è rosso come negli adulti
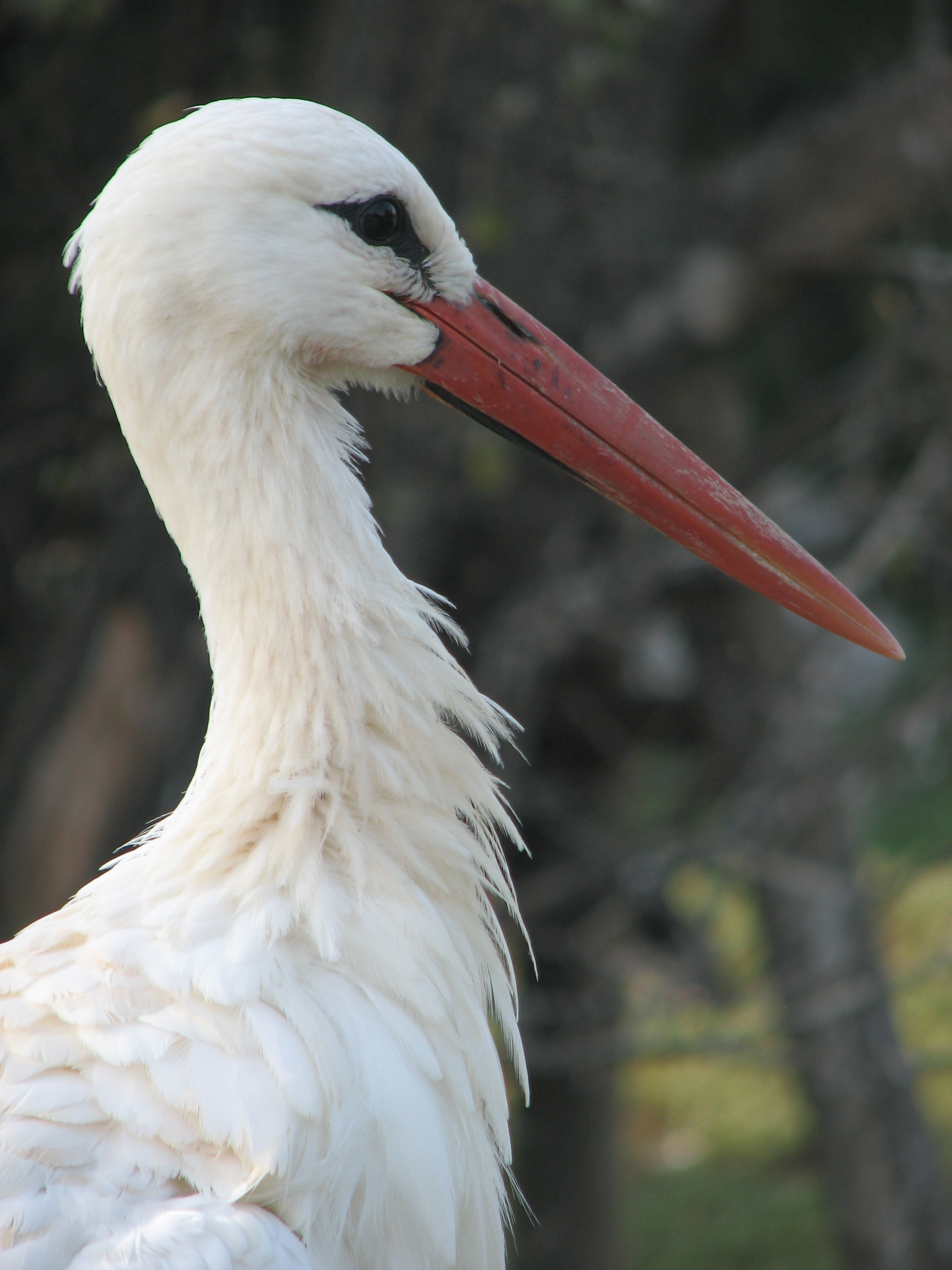
Primo piano di un adulto di Ciconia ciconia, confronto con la foto precedente
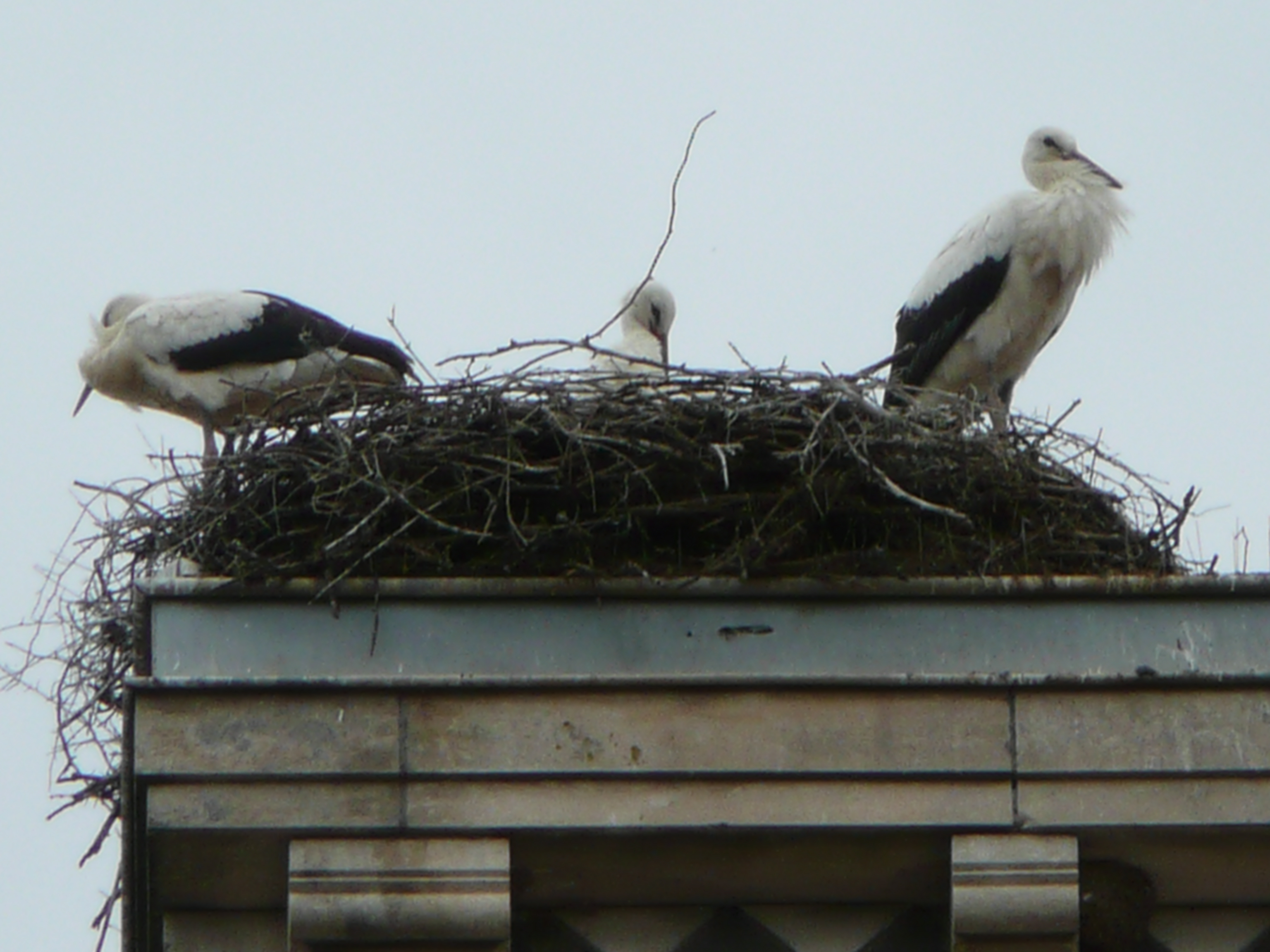
Coppia di cicogne con il loro piccolo in cima alla chiesa di Digoin
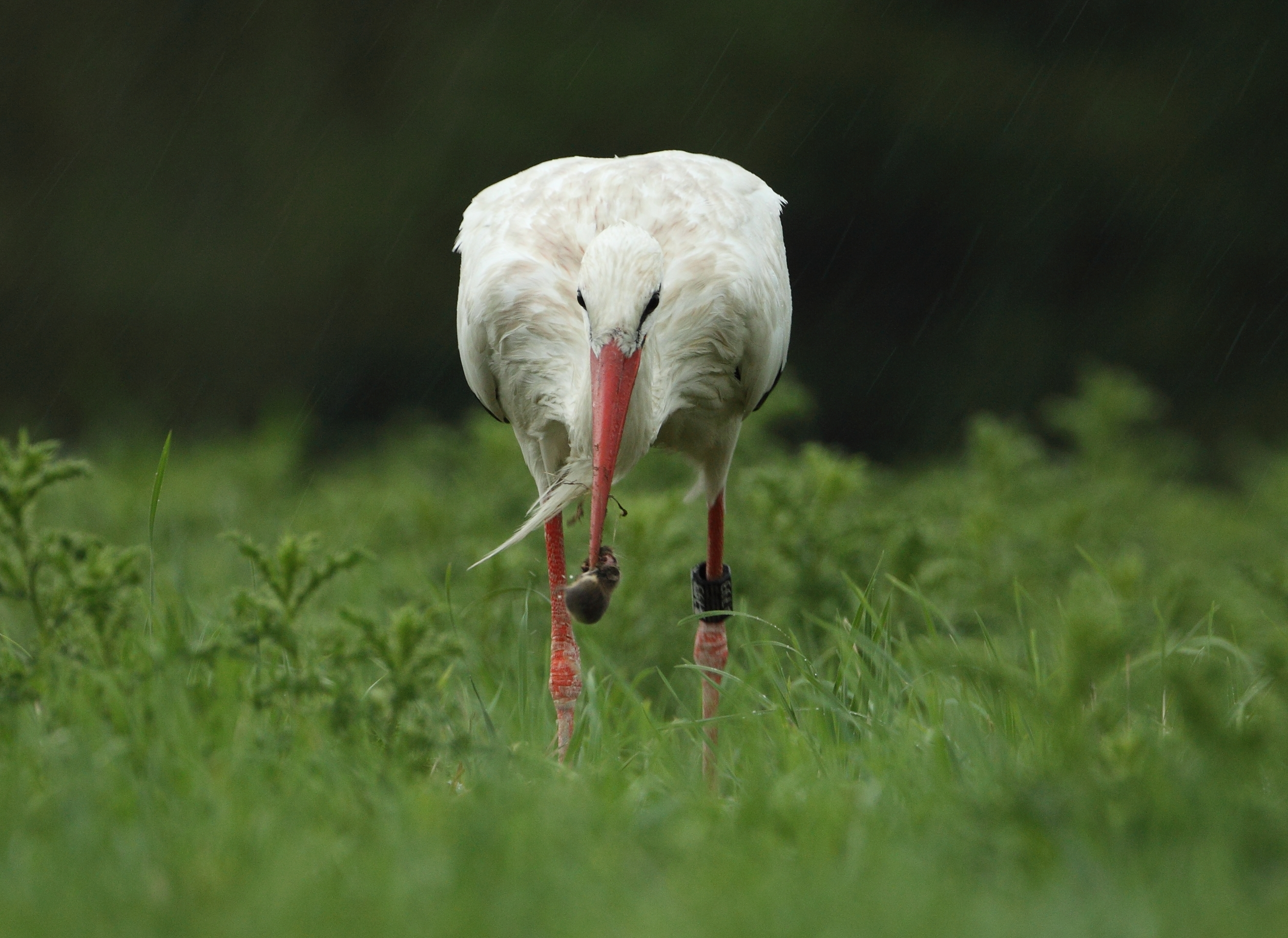
Ciconia ciconia che ha appena catturato un topolino
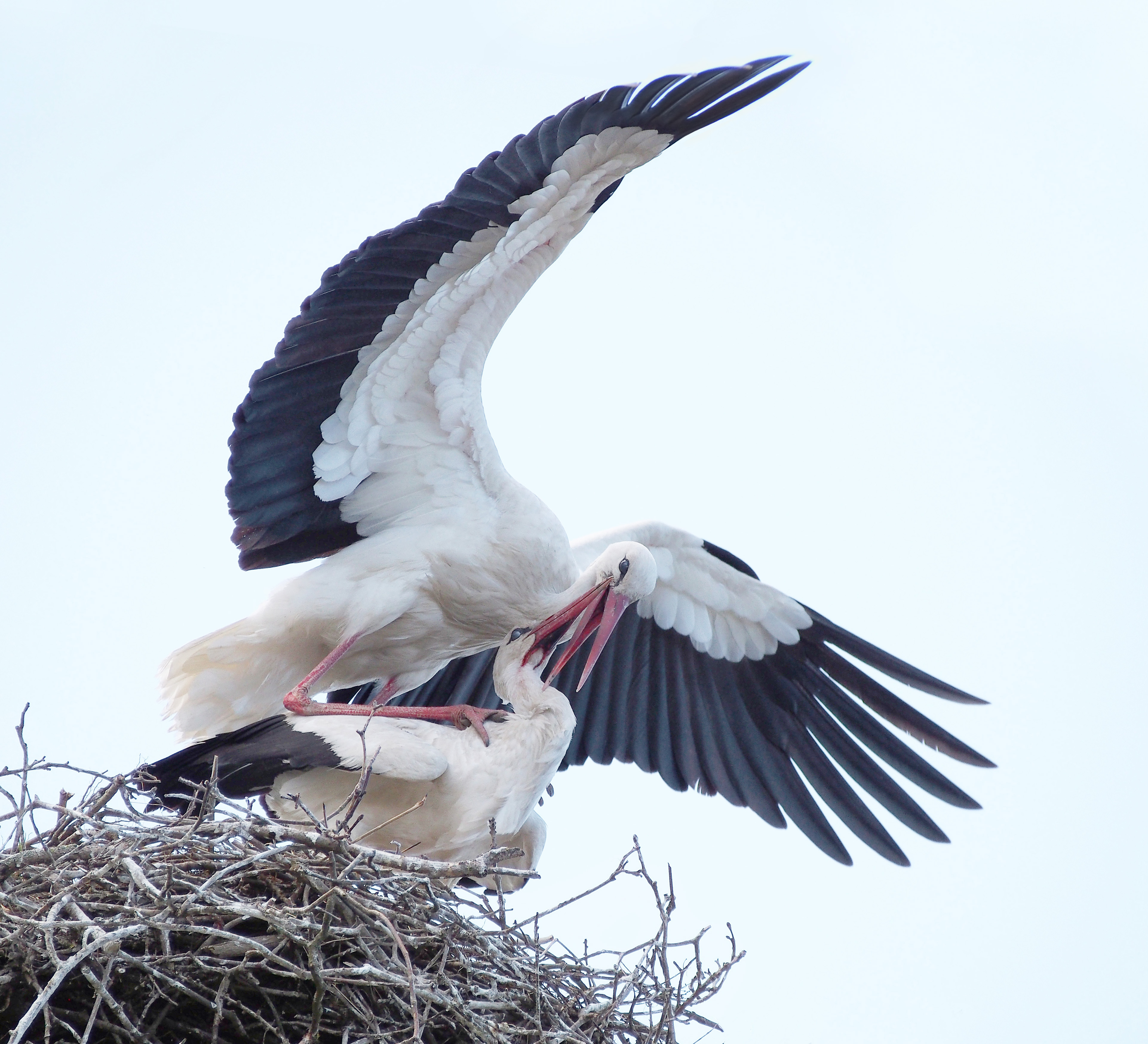